# Universidad Rey Juan Carlos
La Universidad Rey Juan Carlos (por sus siglas, URJC) es una universidad pública española con sede en la Comunidad de Madrid. Cuenta con campus en Alcorcón, Aranjuez, Fuenlabrada, Madrid (Vicálvaro) y Móstoles. Además tiene dos sedes: Madrid-Manuel Becerra y Madrid-Quintana. Fundada en 1996, tiene aproximadamente 46 000 estudiantes, siendo por ello la segunda universidad de Madrid y la sexta de España con mayor número de alumnos matriculados.

## Historia
La Universidad Rey Juan Carlos fue creada en 1996 por iniciativa del Consejo de Gobierno de la Comunidad de Madrid, siendo entonces presidente Alberto Ruiz-Gallardón. Su fundación responde a la necesidad de equilibrar la oferta y la demanda de plazas universitarias en la región, así como favorecer la competitividad entre las universidades ya existentes. El 12 de febrero del año siguiente comienza a construirse en Móstoles el rectorado, siendo el rey Juan Carlos I quien pone su primera piedra. Un mes después se nombra a la comisión gestora, con Guillermo Calleja como rector.
Los primeros centros docentes que se ponen en marcha son tres: la Facultad de Ciencias Jurídicas y Sociales, la Escuela Superior de Ciencias Experimentales y Tecnología y la Facultad de Ciencias de la Salud. En 2022 la universidad se reestructura y aumenta el número de centros docentes, que pasa de los tres iniciales a los 11 actuales.

## Campus y centros docentes

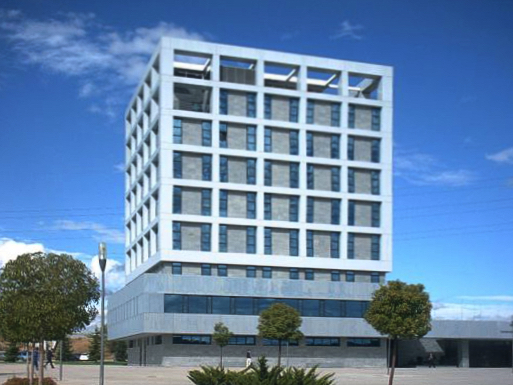
Rectorado URJC, Móstoles

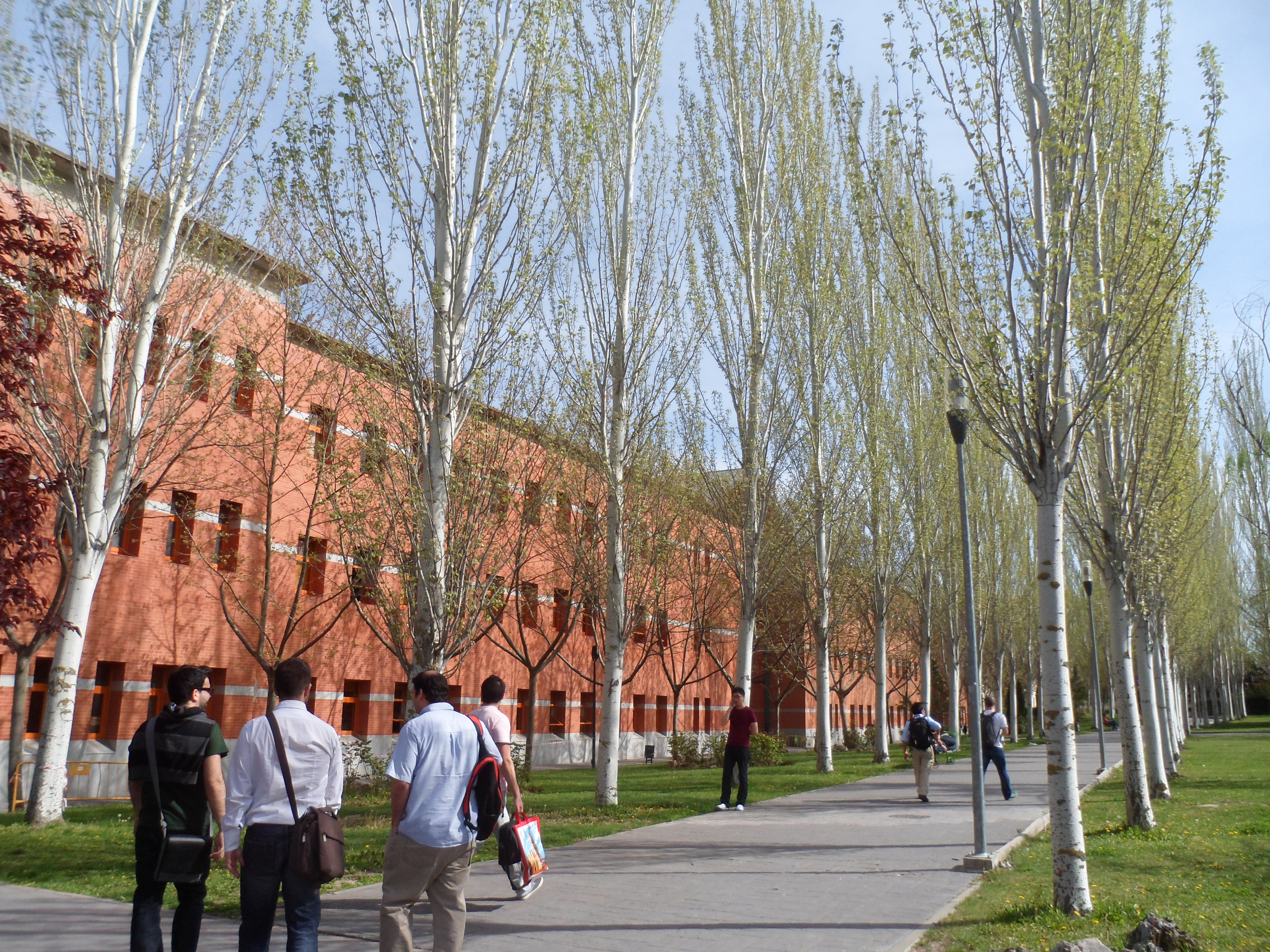
Facultad de Ciencias Jurídicas y Políticas, Vicálvaro

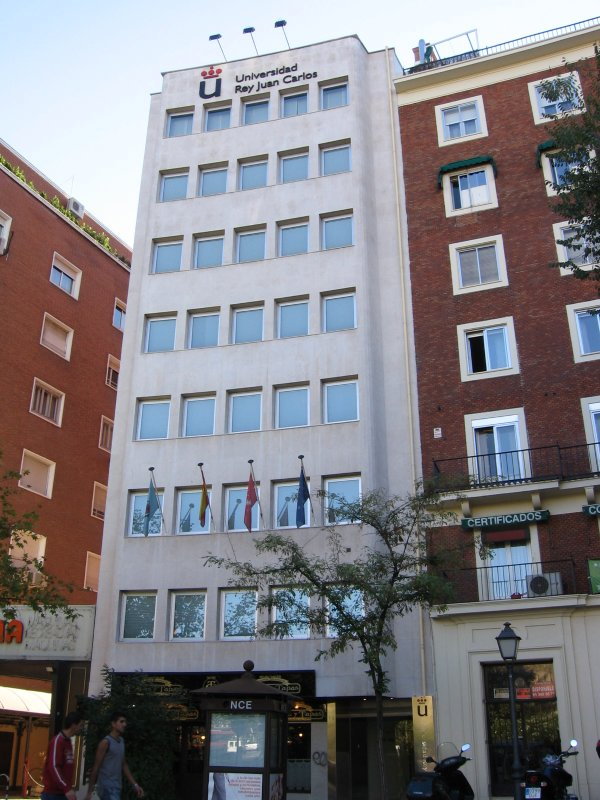
Sede Universidad Rey Juan Carlos en la plaza de Manuel Becerra

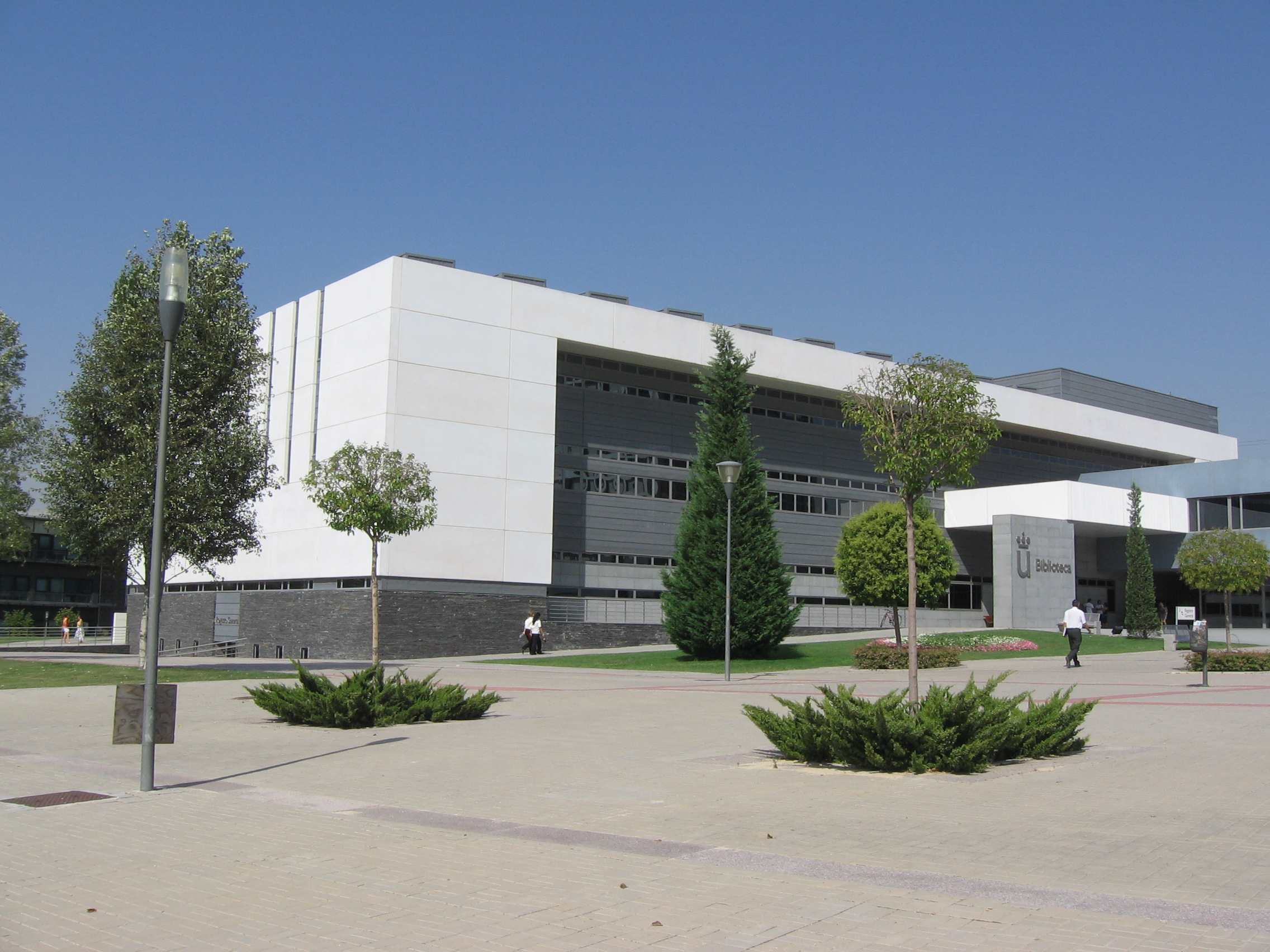
Biblioteca de la URJC del campus de Móstoles

La Universidad Rey Juan Carlos cuenta actualmente con seis facultades y cinco escuelas universitarias, repartidas en cinco campus ubicados en la Comunidad de Madrid.Cada escuela o facultad se rige de manera autónoma con un decano o director de escuela. La estructura ordinaria de todo el personal docente e investigador (PDI) se organiza a través de los departamentos universitarios.

### Centros docentes
Las facultades y escuelas que integran en la actualidad la universidad son:
- Facultad de Artes y Humanidades
- Facultad de Ciencias de la Comunicación
- Facultad de Ciencias de la Educación y del Deporte y Estudios Interdisciplinares
- Facultad de Ciencias de la Economía y de la Empresa
- Facultad de Ciencias de la Salud
- Facultad de Ciencias Jurídicas y Políticas
- Escuela de Ingeniería de Fuenlabrada (EIF)
- Escuela Superior de Ciencias Experimentales y Tecnología (ESCET)
- Escuela Técnica Superior de Ingeniería Informática
- Escuela de Másteres Oficiales (EMO)
- Escuela Internacional de Doctorado (EID)

### Campus
Los centros docentes se encuentran actualmente repartidos en cinco campus universitarios.

#### Campus de Alcorcón
- Facultad de Ciencias de la Salud
- Facultad de Ciencias de la Educación y del Deporte y Estudios Interdisciplinares
- Facultad de Ciencias Jurídicas y Políticas

#### Campus de Aranjuez
- Facultad de Artes y Humanidades
- Facultad de Ciencias de la Economía y de la Empresa
- Facultad de Ciencias Jurídicas y Políticas

#### Campus de Fuenlabrada
- Facultad de Ciencias de la Comunicación
- Escuela Técnica Superior de Ingeniería Informática
- Escuela de Ingeniería (EIF)[9]
- Facultad de Artes y Humanidades
- Facultad de Ciencias de la Economía y de la Empresa
- Facultad de Ciencias de la Educación y del Deporte y Estudios Interdisciplinares
- Facultad de Ciencias Jurídicas y Políticas

#### Campus de Madrid
- Facultad de Ciencias Jurídicas y Políticas
- Facultad de Ciencias de la Comunicación
- Facultad de Ciencias de la Economía y de la Empresa
- Facultad de Ciencias de la Educación y del Deporte y Estudios Interdisciplinares
- Escuela Superior de Ciencias Experimentales y Tecnología (ESCET)
- Escuela Técnica Superior de Ingeniería Informática (ETSII)

El campus se ubica en el distrito de Vicálvaro, aunque también cuenta con sedes en la plaza de Manuel Becerra y en la calle de Quintana. En esta última, se encuentran las sedes de la Escuela de Másteres Oficiales y la Escuela Internacional de Doctorado.

#### Campus de Móstoles
- Escuela Superior de Ciencias Experimentales y Tecnología (ESCET)
- Escuela Técnica Superior de Ingeniería Informática (ETSII)
- Sede de la URJC en la calle Quintana de MadridFacultad de Artes y Humanidades

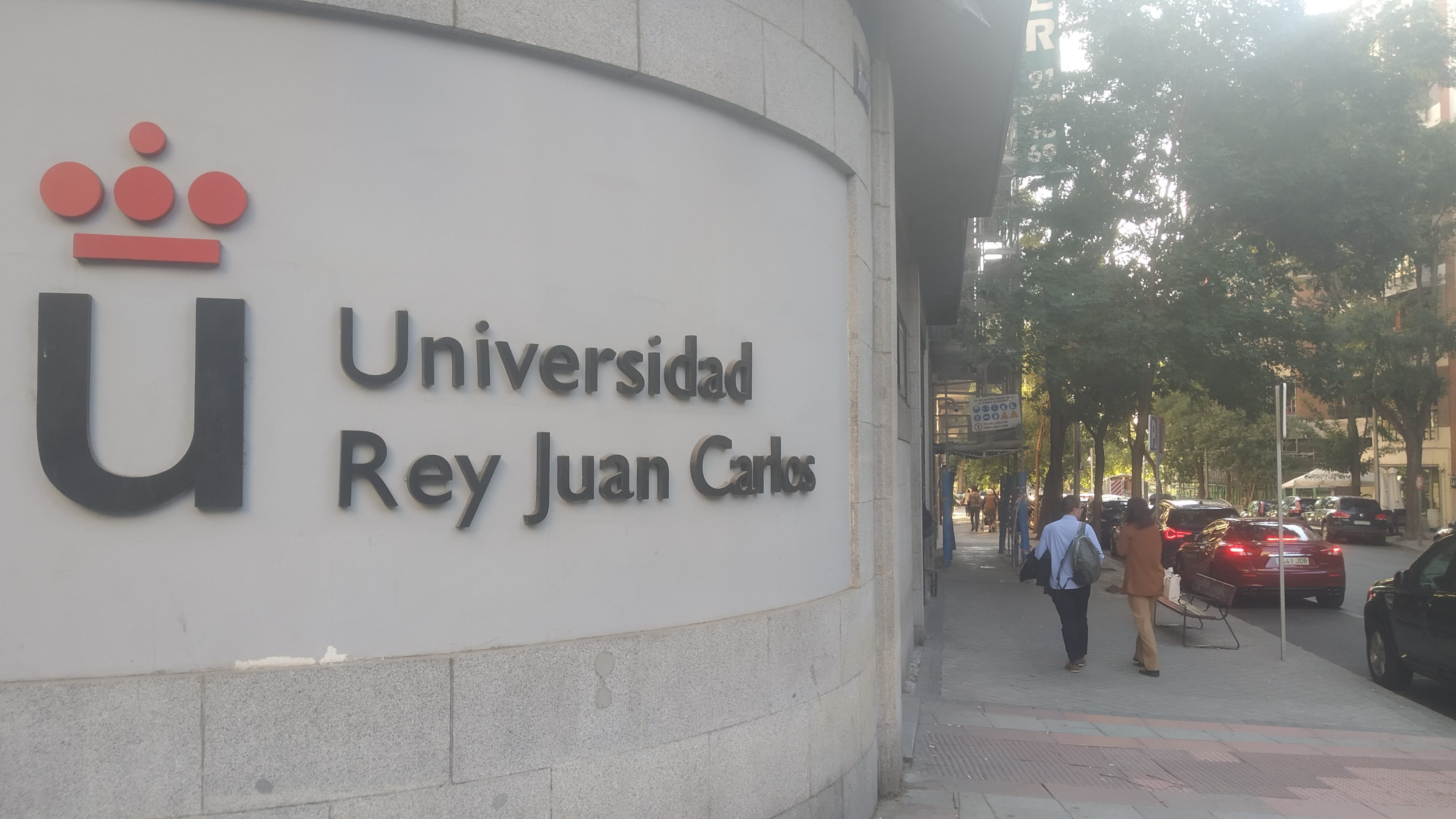
Sede de la URJC en la calle Quintana de Madrid

- Facultad de Ciencias de la Economía y de la Empresa
- Facultad de Ciencias de la Educación y del Deporte y Estudios Interdisciplinares
- Facultad de Ciencias Jurídicas y Políticas

## Centros adscritos
- Escuela de Educación Universitaria ESERP (Madrid)
- Escuela Universitaria de Artes y Espectáculos (TAI) en Madrid
- CEDEU Centro de Estudios Universitarios, en Madrid

## Institutos universitarios
- Instituto Superior de la Danza Alicia Alonso (Fuenlabrada).
- Instituto de Estudios Jurídicos Internacionales (Madrid-Vicálvaro).
- Instituto Europeo de Formación y Acreditación Aeronáutica (European Institute for Aviation Training and Accreditation, EIATA)

## Centros universitarios y otros centros e instituciones
- Centro Universitario de Idiomas (Madrid-Vicálvaro), que imparte regularmente cursos de inglés, francés, alemán, italiano, chino y español para extranjeros.
- Centro de Documentación y Estudios de la Unión Europea Emile Noël (Madrid-Vicálvaro).
- Centro de Cooperación y Voluntariado (Alcorcón).
- Centro Universitario de Estudios Sociales Aplicados CUESA (Madrid-Vicálvaro).
- Centro de Estudios de Economía de Madrid (Madrid-Vicálvaro).
- Centro de Estudios de Iberoamérica (Móstoles).
- Centro para las Tecnologías Inteligentes de la Información y sus Aplicaciones (CETINIA)
- Vivero de empresas (Madrid-Vicálvaro y Móstoles).
- Centro de Apoyo Tecnológico (Móstoles).
- Centro para la Innovación, Transferencia de Tecnología y del Conocimiento (Móstoles).
- Red de Laboratorios de la URJC (REDLABU).
- Instituto de Humanidades
- Centro de Innovación en Educación Digital: URJC en línea
- Centro de Educación Superior EAE Madrid
- Centro de Estudios Universitarios CEDEU
- Centro Universitario Gestión IEB Global
- Escuela Superior de Gestión Comercial y Marketing (ESIC)
- Escuela Superior ESERP Fundación Universitaria
- Escuela Universitaria de Artes y Espectáculos (TAI)
- IMDEA Energía
- Centro Integral de Formación Permanente
- Laboratorio Interdisciplinar de Estudios Visuales y Museografía Digital (INTERVISUALAB)
- Cátedra Servicios de Inteligencia y Sistemas Democráticos

## Centros colaboradores
Para la realización de prácticas tutorizadas en los estudios de enfermería, se han establecido acuerdos de colaboración con centros sanitarios del Servicio Madrileño de Salud, como el centro de salud La Rivota, en Alcorcón.
Para la realización de másteres y cursos superiores universitarios con posibilidad de bonificación para las empresas, se ha establecido un convenio de colaboración con el Grupo IOE.

## Extensión universitaria
La universidad realiza sus cursos de verano en Aranjuez. Imparte también numerosos másteres y títulos propios en la sede de la Universidad Rey Juan Carlos, situada en la plaza de Manuel Becerra, en Madrid.
Ofrece un programa de Universidad para los Mayores, de tres años de duración más otros dos de posgrado, dirigido a personas de más de 55 años de edad, que se desarrolla en los campus de Móstoles y Madrid-Vicálvaro gracias a las subvenciones de la Comunidad de Madrid y de los Ayuntamientos de Madrid, Móstoles, Fuenlabrada y Alcorcón. En el curso 2009/2010 participaron en dicho programa un total de 585 alumnos matriculados.
Por otro lado, organiza todos los años la Semana Cultural URJC Culturart en los distintos campus de la universidad. 
La URJC tiene registradas en 2020 un total de 41 asociaciones de estudiantes. 

## Deporte
La Universidad Rey Juan Carlos destaca por su fomento del deporte en el ámbito universitario. Prueba de ello es el Trofeo Joaquín Blume, otorgado en 2007 a la URJC por el Consejo Superior de Deportes de España.
De entre las instalaciones deportivas, destaca el estadio Raúl González Blanco, situado en Fuenlabrada e inaugurado en noviembre de 2003. También dispone en cada campus de diversas canchas de tenis, tenis de mesa, pádel, rugby, fútbol, pistas de atletismo, frontón, gimnasio, etc.

## Polémicas
En los últimos años, la institución se ha visto implicada en diversos casos de corrupción, algunos de los cuales han involucrado a personas de la vida política española:
- A principios de 2017, el entonces rector Fernando Suárez Bilbao fue acusado de haber plagiado su tesis doctoral, viéndose obligado a dimitir.[14][15][16][17][18]

- En 2018, saltó a la prensa que el título de máster de la entonces presidenta de la Comunidad de Madrid, Cristina Cifuentes, contaba con diversas irregularidades en su concesión entre 2012 y 2014,[19] por lo que empezó a ser investigado por la Fiscalía de Móstoles.[20][21][22]

- En 2018, un sindicato policial denunció a la institución por expedir y otorgar Grados en Criminología a 200 policías tras pagar 3000 euros cada uno durante los años 2014 y 2015.[23][24][25]

- En abril de 2018, y como ramificación del caso Cifuentes, comenzaron a aparecer sospechas sobre la obtención irregular y trato de favor hacia Pablo Casado en el máster en Derecho Autonómico y Local por la URJC de 2008 (idéntico al que diera pie a la imputación de la expresidenta madrileña Cristina Cifuentes),[26][27] que Pablo Casado cursó y aprobó sin asistir nunca a clases presenciales ni efectuar ningún examen,[28] según él mismo admitió públicamente.[29] El 6 de agosto de 2018 la jueza instructora Carmen Rodríguez-Medel encontró indicios delictivos en la investigación del máster de Casado, concluyendo que le fue regalado el título «a modo de prebenda» y solicitó en una exposición razonada dirigida al Tribunal Supremo su imputación por presuntos delitos de prevaricación administrativa y cohecho impropio.[30][31]

- En junio de 2018, el Consejo Social de la universidad rechazó la aprobación de las cuentas de la institución correspondientes al año 2017. Sin embargo, el órgano corporativo se negó a desvelar los motivos de esta decisión, aunque se filtró a la prensa que había conceptos que no estaban bien justificados.[32]

- En septiembre de 2018 la ministra de Sanidad, Carmen Montón, fue acusada de obtener un máster irregularmente mientras era diputada y portavoz de Igualdad del Partido Socialista. En concreto, se matriculó cuatro meses después de que se iniciara el curso académico, no acudió a las clases de la mitad de las asignaturas y la fecha del título expedido por la universidad no coincide con la que figura en su expediente.[33]

## Rankings
La Universidad Rey Juan Carlos ha ido escalando en diferentes rankings internacionales debido a su prestigio en la investigación y calidad académica:
- Entre las 400 mejores universidades del mundo en Tecnología e Ingeniería por THE (Times Higher Education World University Ranking).
- Entre las 500 mejores universidades del mundo en Ciencias Físicas por THE (Times Higher Education World University Ranking).
- Entre las 200 mejores universidades del mundo con menos de 50 años por THE (Times Higher Education World University Ranking).
- Entre las 400 mejores universidades del mundo en Economía y Econometría por QS Rankings.
- Entre las 200 mejores universidades del mundo en Ciencias de Comunicación por QS Rankings.